# Convento de las Madelonnettes
El Convento de las Madelonnettes (en francés: Couvent des Madelonnettes) fue un convento ubicado en el distrito 3 de París, Francia, en lo que hoy es un rectángulo formado entre la 6 rue des Fontaines du Temple (donde se encuentran los restos de una de sus paredes), rue Volta y rue du Vertbois, y parte de su sitio ahora está ocupado por el Liceo Turgot. Convertido en la "Prisión de Madelonnettes (prison des Madelonnettes) durante la Revolución Francesa, tuvo como prisioneros notables a los escritores Nicolas Chamfort y al Marqués de Sade, el político Jean-Baptiste de Machault d'Arnouville y el actor Dazincourt.